# Matador (programma televisivo)
Matador è stato un programma televisivo di approfondimento giornalistico andato in onda per quattro puntate in seconda serata su Rai 2 a partire dal 28 febbraio 2012.

## Il programma
La trasmissione si proponeva di raccontare la biografia di quattro dei più importanti giornalisti televisivi italiani: Michele Santoro, Bruno Vespa, Gad Lerner ed Enrico Mentana. Ripercorrendo le loro vite professionali, il programma ha rievocato le vicende storico-politiche che hanno investito l'Italia della Seconda Repubblica attraverso interviste, immagini di repertorio e testimonianze degli stessi giornalisti.

## Credits
Matador è un programma a cura di Simona Ercolani, scritto con Andrea Felici, Tommaso Marazza e Claudio Moretti. La regia è di Andrea Doretti.

## Puntate trasmesse
- Enrico Mentana (28/2/2012)
- Gad Lerner (13/3/2012)
- Bruno Vespa (21/3/2012)
- Michele Santoro (26/3/2012)